# Sorbaria kirilowii
Espèce
Classification phylogénétique
La sorbaire de Kirilov, ou fausse spirée de Kirilov (Sorbaria kirilowii), est une espèce de plantes à fleurs de la famille des Rosaceae. C'est un arbuste  originaire de Chine.
Nom chinois : 华北珍珠梅.

## Description
La sorbaire de Kirilov a les caractéristiques suivantes :
- il s'agit d'un arbuste caduc, vivace, de taille plus importante que les autres espèces du genre : jusqu'à 6 m de haut ;
- il peut drageonner assez abondamment :
- les feuilles sont composées imparipennées ;
- les stipules sont persistants ;
- la floraison débute fin mai et se poursuit jusqu'en septembre ;
- les fleurs sont blanches, de moins d'un centimètre de diamètre, en panicules pyramidaux ;
- elles ont cinq sépales, cinq pétales, cinq pistils et des étamines moins nombreuses que la moyenne du genre (environ 20) ;
- les étamines sont la même taille que les pétales : il s'agit de l'élément caractéristique de cette espèce ;
- les fruits sont des follicules déhiscents avec peu de graines (caractéristique de la sous-famille).

Sorbaria kirilowii compte 36 chromosomes.

## Répartition et habitat
Cette espèce est originaire de Chine : Gansu, Guizhou, Hebei, Henan, Nei Monggol, Qinghai, Shaanxi, Shandong, Shanxi, Xinjiang, Xizang, Yunnan, mais aussi de Corée. Elle est largement répandue actuellement dans tous les pays à climat tempéré comme plante d'ornement.
Son habitat naturel est semi-forestier, sur sol frais en milieu non aride. Elle prospère en lisière de forêts et en ripisylves.

## Position taxinomique
Cette espèce avait été placée par Eduard August von Regel & Heinrich Sylvester Theodor Tiling en 1859 dans le genre Spirea : Spirea kirilowii Regel & Tiling, en raison de son affinité avec les spirées. Ils l'ont dédiée au botaniste russe Ivan Petrovich Kirilov.
En 1879, Carl Maximowicz la reclasse dans le genre Sorbaria : Sorbaria kirilowii.
Elle a un synonyme reconnu :
- Sorbaria sorbifolia var. kirilowii (Regel & Tiling) Ito

L'index GRIN par ailleurs, lui attribue deux autres synonymes (sans être suivi en cela par les index IPNI et Tropicos qui les distinguent) :
- Sorbaria arborea C.K.Schneid.
- Sorbaria assurgens Vilmorin & Bois.

## Utilisation
Cette espèce commence à connaître une diffusion comme plante ornementale en France, pour sa floraison, qui est l'une des plus belles du genre, et sa robustesse (elle résiste à des températures de -20 °C).

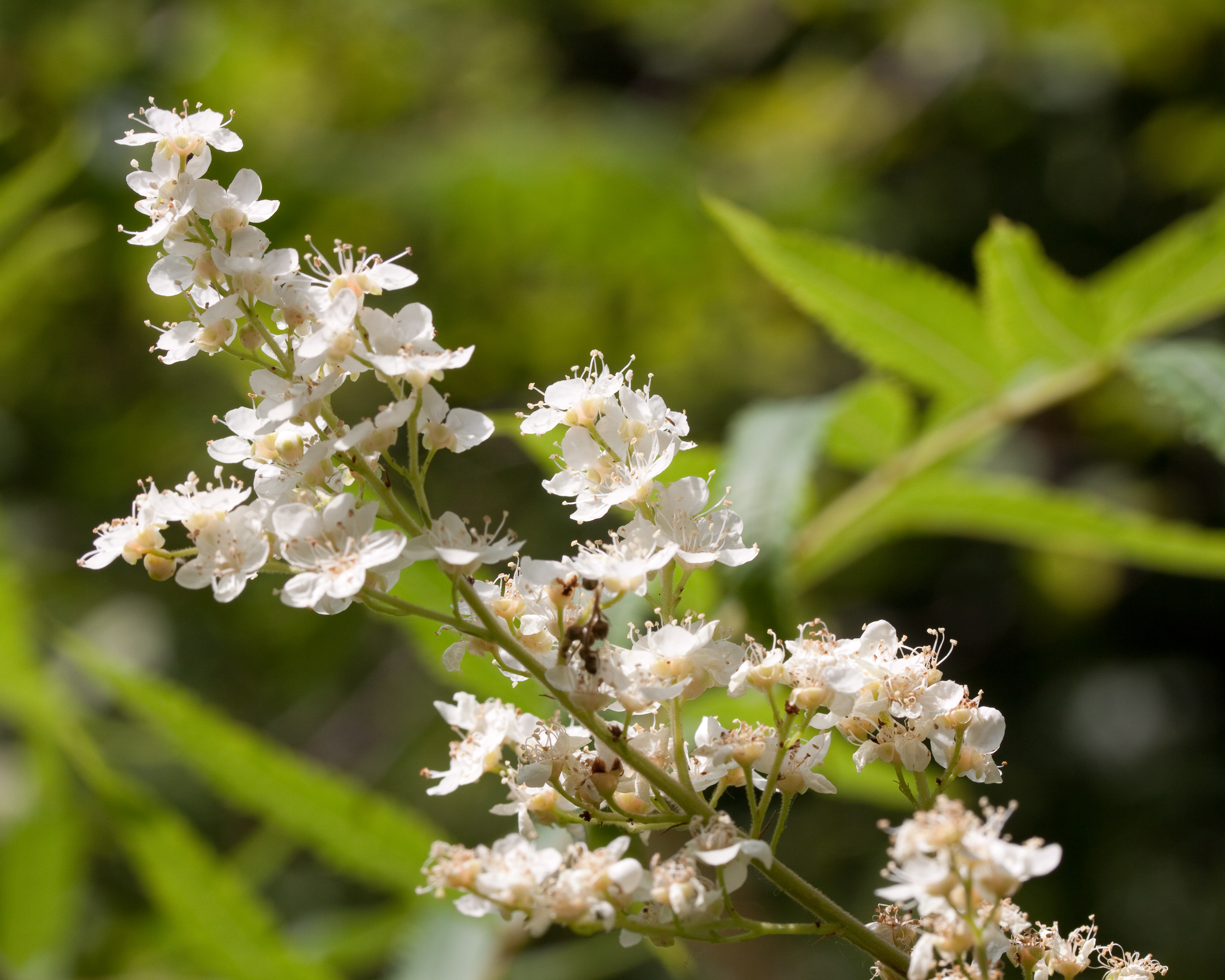
Fleurs
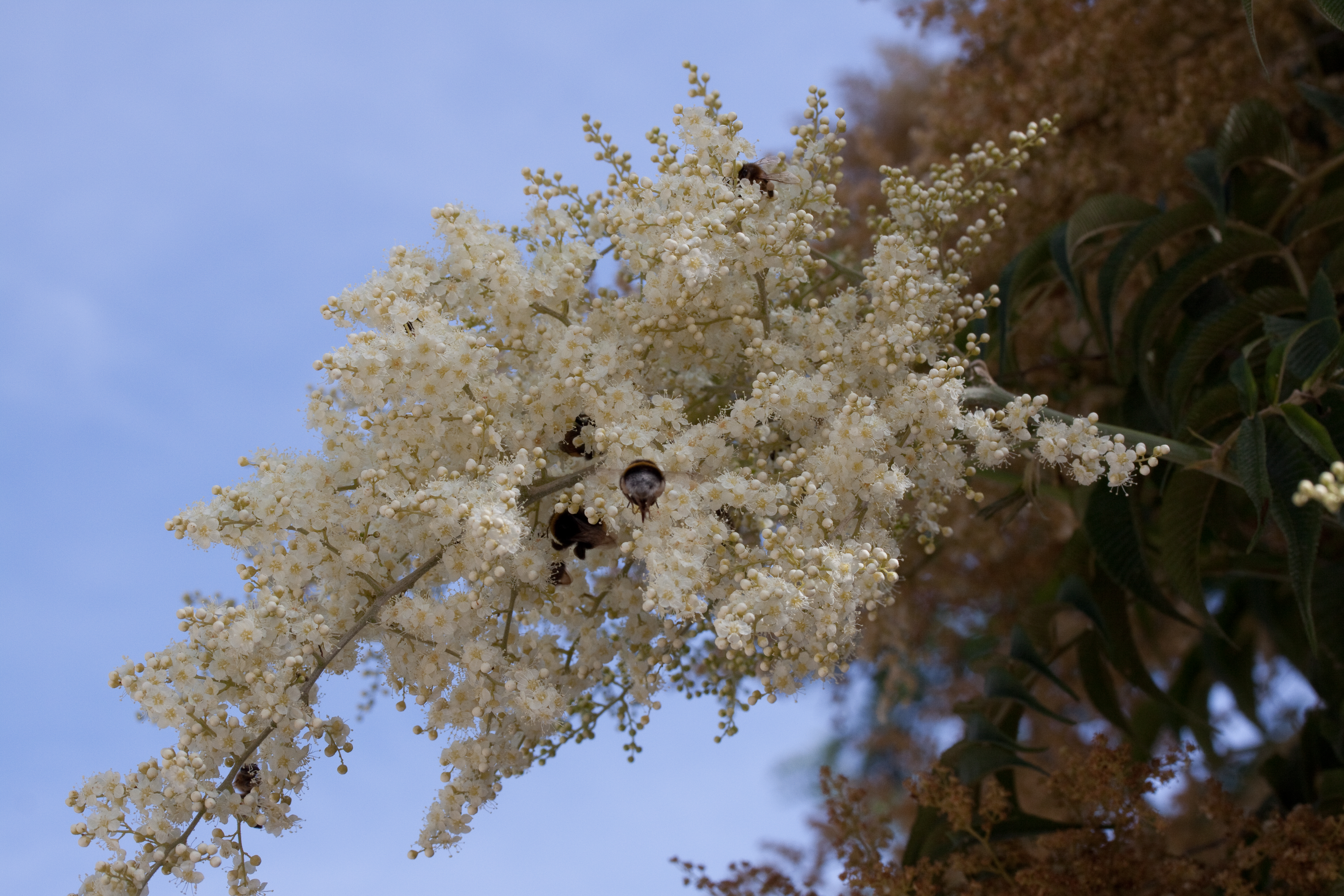
Fleurs
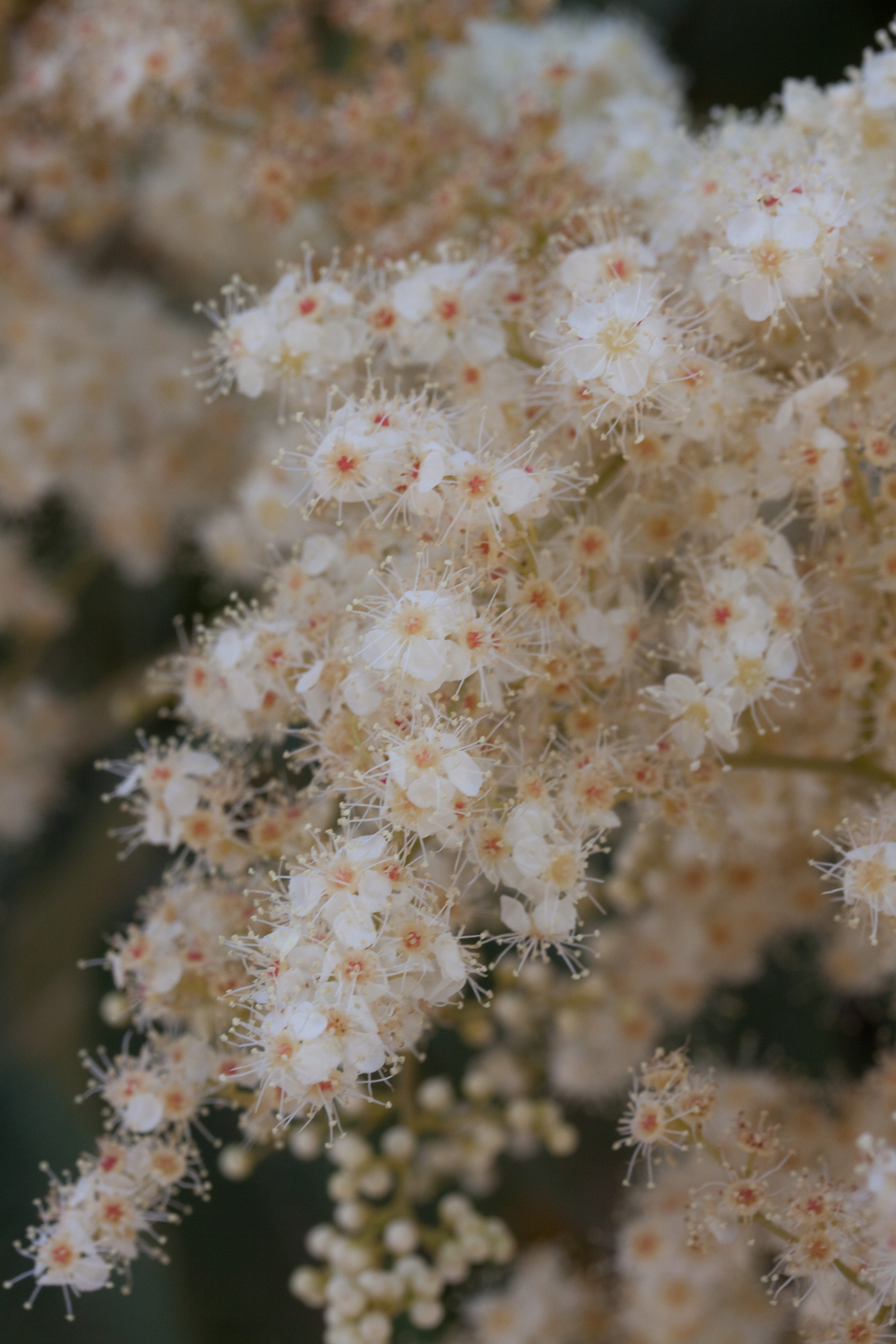
Fleurs
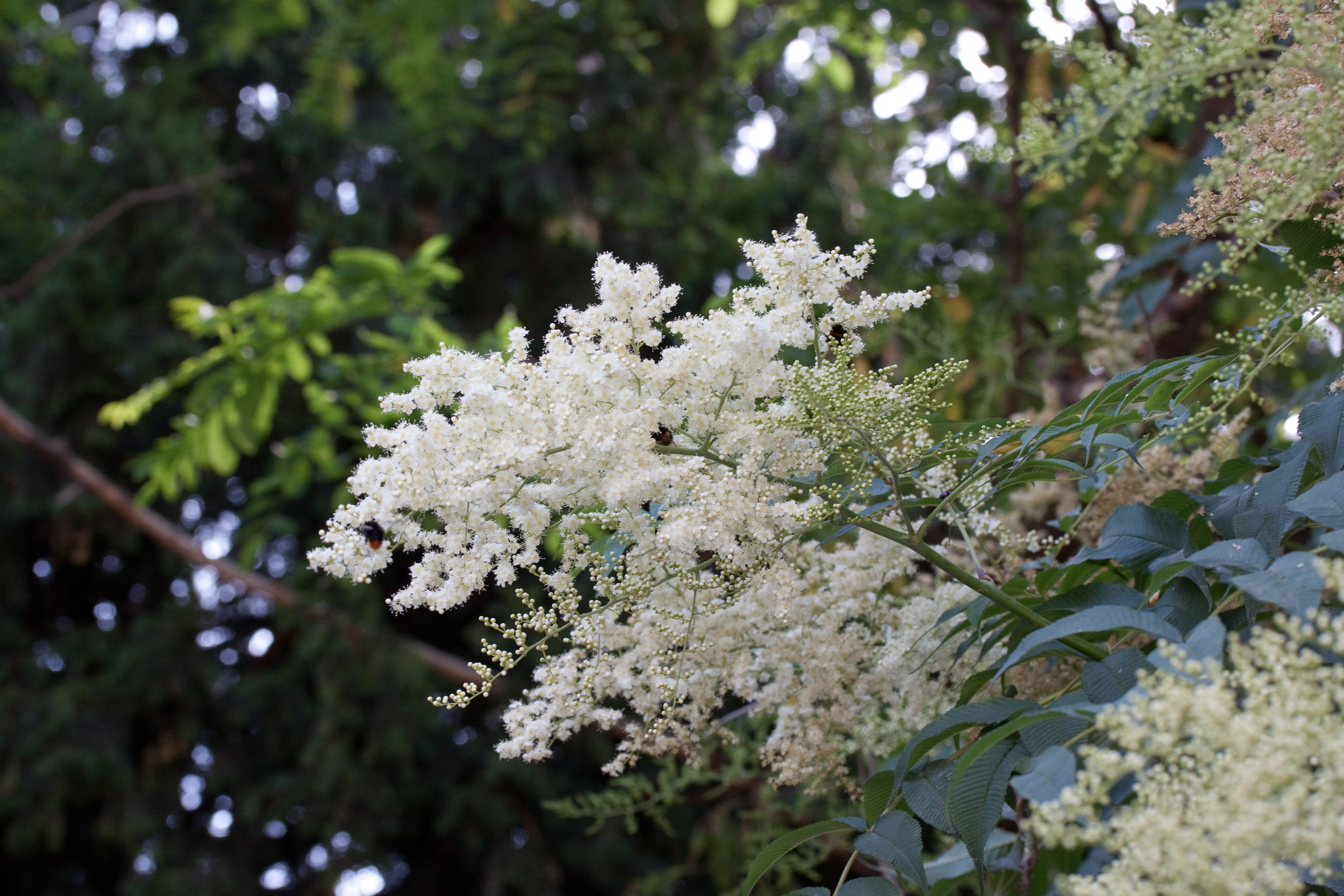
Fleurs
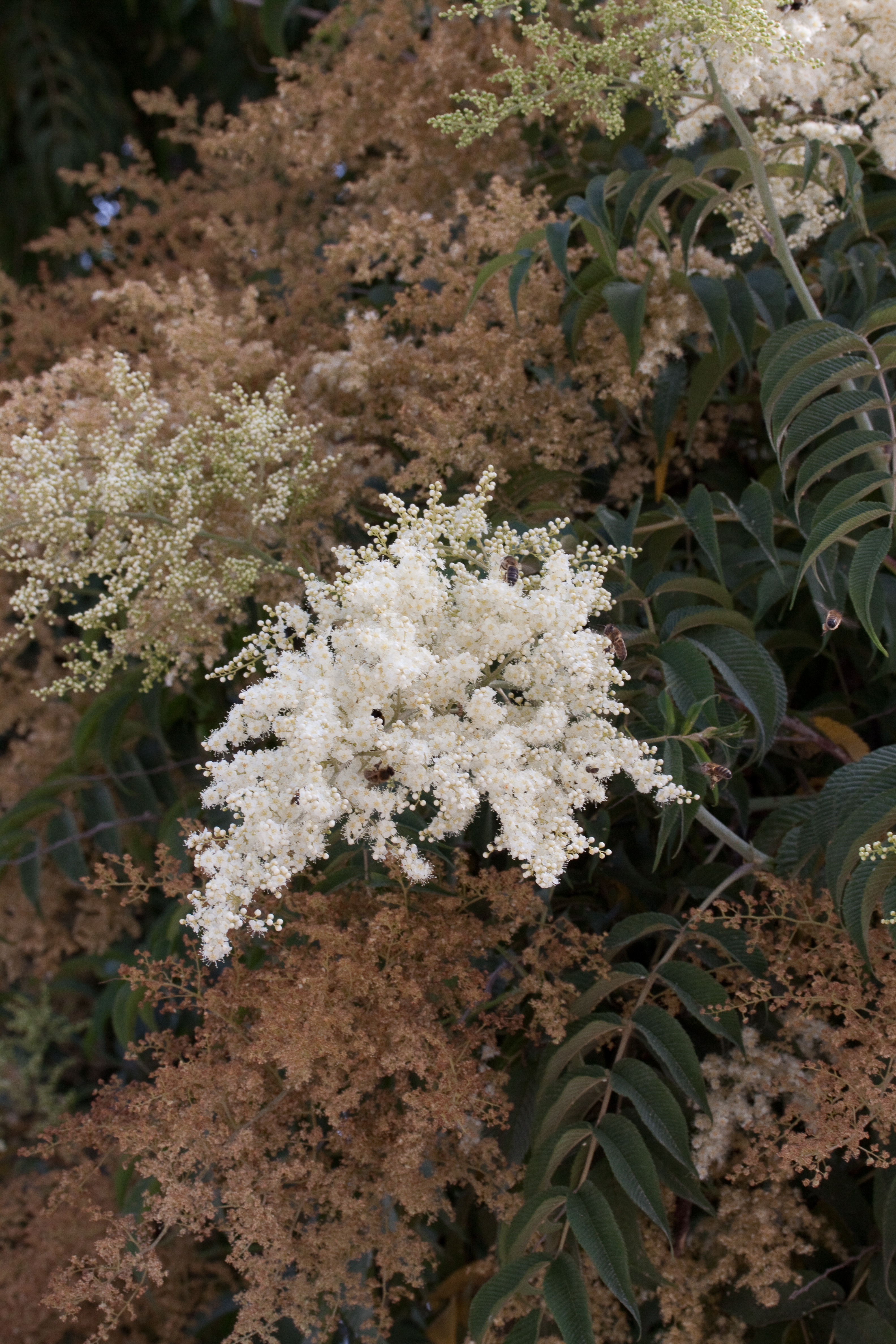
Fleurs
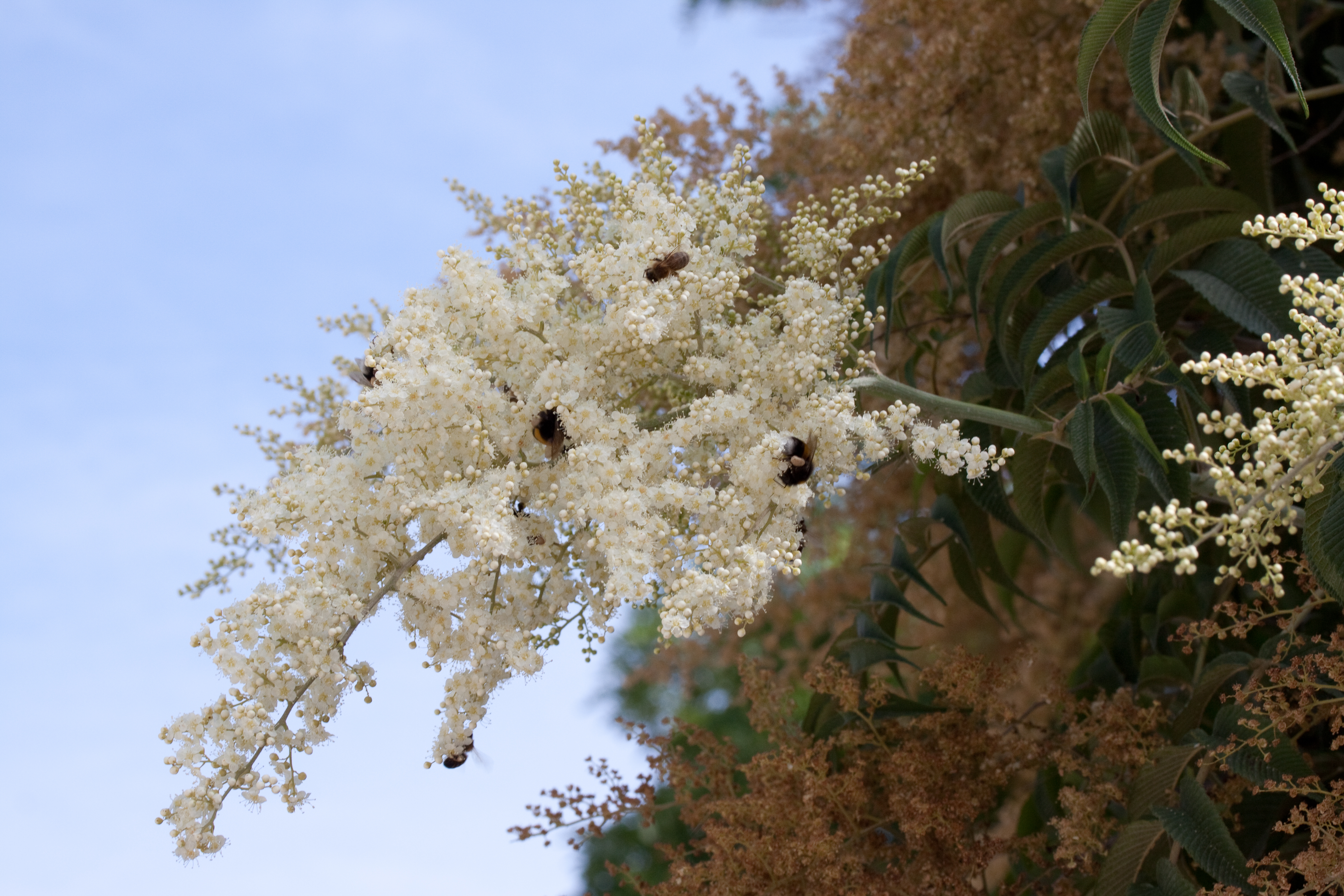
Fleurs
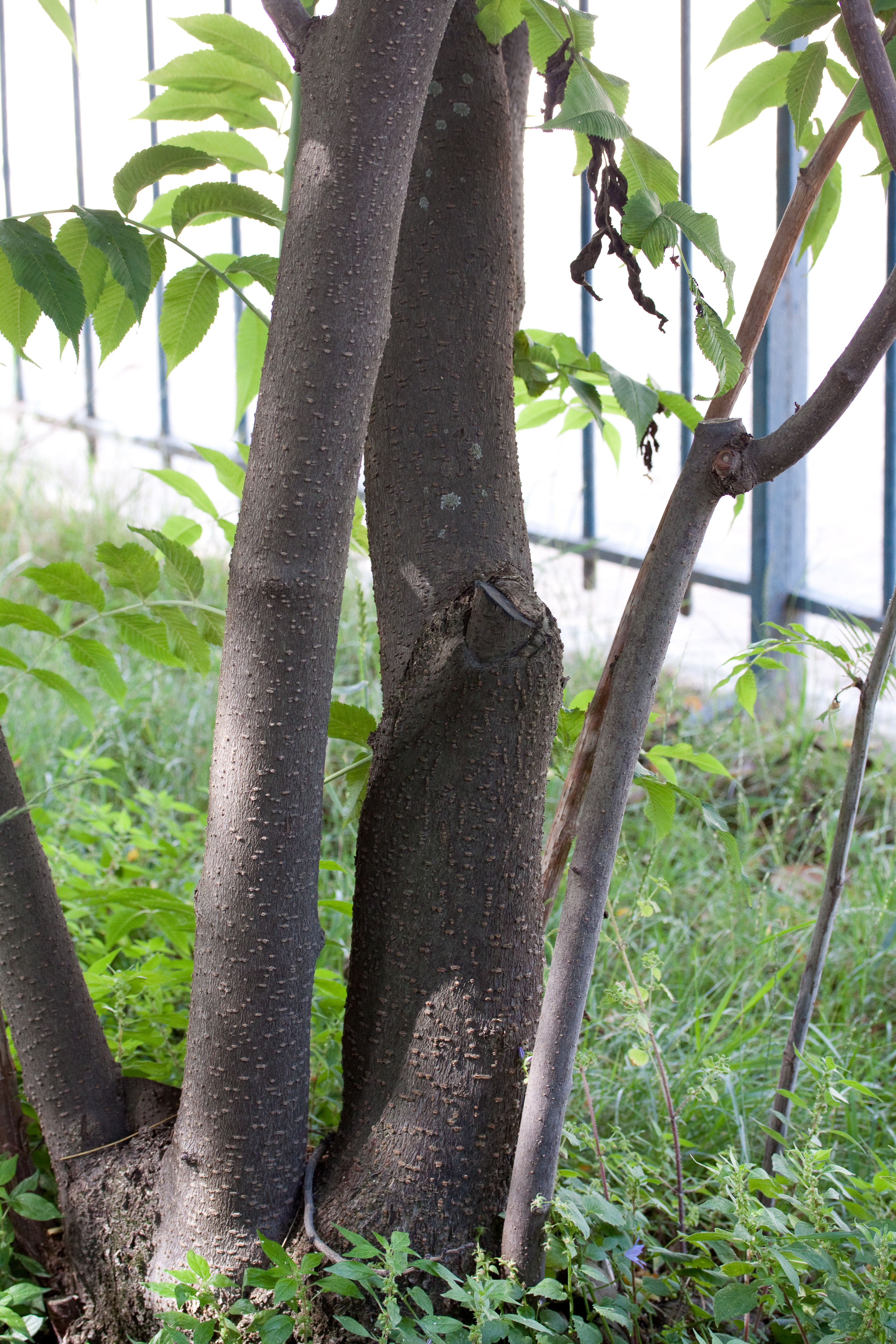
Tronc